# Héroes de la Revolución
Héroes de la Revolución är en ort i Mexiko.   Den ligger i kommunen Angamacutiro och delstaten Michoacán de Ocampo, i den centrala delen av landet, 280 km väster om huvudstaden Mexico City. Héroes de la Revolución ligger 1 690 meter över havet och antalet invånare är 675.
Terrängen runt Héroes de la Revolución är kuperad åt sydväst, men åt nordost är den platt. Runt Héroes de la Revolución är det ganska tätbefolkat, med 93 invånare per kvadratkilometer. Närmaste större samhälle är Angamacutiro de la Unión, 3,4 km söder om Héroes de la Revolución. Trakten runt Héroes de la Revolución består till största delen av jordbruksmark.